# یووال رافائل
یووال رافائل (عبری: יובל רפאל؛ زادهٔ ۵ نوامبر ۲۰۰۰) خواننده اهل اسرائیل است. او پس از پیروزی در فصل یازدهم مسابقهٔ آواز HaKokhav HaBa، نمایندهٔ اسرائیل در مسابقه آواز یوروویژن ۲۰۲۵ با ترانهٔ «روزی تازه خواهد آمد» بود و توانست به جایگاه دوم این رقابت دست پیدا کند.

## زندگی
یووال رافائل خواهرزادهٔ رونیت رافائل، تاجر اسرائیلی است و اصالتاً اهل رعانانا، اسرائیل است. او در تل‌آویو متولد شد و در موشاو پدایا رشد کرد. بخشی از کودکی خود را نیز به مدت سه سال در ژنو، سوئیس گذراند. در دوران کودکی به گروه‌های موسیقی راک مانند لد زپلین و اسکورپیونز و خوانندگانی چون بیانسه و سلین دیون گوش می‌داد. رافائل از سال ۲۰۲۳ به‌طور حرفه‌ای خوانندگی را آغاز کرد. پس از اتمام تحصیلات دبیرستان، رافائل به عنوان مامور نقاط بازرسی در شهر اورشلیم خدمت کرد. او فعالیت حرفه‌ای در سال ۲۰۲۴ شروع کرد.
رافائل در ۷ اکتبر ۲۰۲۳ در جشنواره موسیقی نوای سوکوت در رعیم حضور داشت که مورد حمله تروریست‌های حماس قرار گرفت. رافائل همراه با ۵۰ نفر دیگر در یک پناهگاه مرگ نزدیک کیبوتص بئری پنهان شد و در جریان حمله بر اثر پرتاب ترکش نارنجک به داخل پناهگاه مجروح شد. او یکی از ۱۱ بازمانده این حمله بود و برای نجات جان خود، به مدت هشت ساعت زیر اجساد کشته‌شدگان پنهان شد. رافائل مشاهدات خود از این حمله را در یک سخنرانی در شورای حقوق بشر سازمان ملل متحد بیان کرد.

## فعالیت حرفه‌ای
در ۱۹ نوامبر ۲۰۲۴، اجرای رافائل برای فصل یازدهم برنامه HaKokhav HaBa که نماینده اسرائیل در مسابقه آواز یوروویژن ۲۰۲۵ انتخاب می‌کند، پخش شد، او آهنگ "Anyone" از دمی لواتو را اجرا کرد که موفق به راهیابی به مرحله بعدی با امتیاز ۹۸ درصدی شد. رافائل توانست به فینال برنامه در تاریخ ۲۲ ژانویه ۲۰۲۵ راه یابد. او آهنگ‌های "نوشته روی دیوار" و "ملکه رقصان" را احرا کرد. وی اجرای خود را به قربانیان حمله به جشنواره موسیقی نوا تقدیم کرد.
او برنده فصل یازدهم HaKokhav HaBa شد و نماینده اسرائیل در مسابقه آواز یوروویژن ۲۰۲۵ با رانهٔ «روزی تازه خواهد آمد» بود و توانست به جایگاه دوم این رقابت دست پیدا کند.